# Вантенак
Вантена́к (фр. и окс. Ventenac) — коммуна во Франции, находится в регионе Окситания. Департамент коммуны — Арьеж. Входит в состав кантона Вариль. Округ коммуны — Памье.
Код INSEE коммуны — 09327.

## Население
Население коммуны на 2008 год составляло 226 человек.
| 1962 | 1968 | 1975 | 1982 | 1990 | 1999 | 2008 |
| ---- | ---- | ---- | ---- | ---- | ---- | ---- |
| 140  | 170  | 183  | 175  | 182  | 198  | 226  |

## Экономика
В 2007 году среди 143 человек в трудоспособном возрасте (15—64 лет) 100 были экономически активными, 43 — неактивными (показатель активности — 69,9 %, в 1999 году было 65,0 %). Из 100 активных работали 90 человек (47 мужчин и 43 женщины), безработных было 10 (2 мужчины и 8 женщин). Среди 43 неактивных 12 человек были учениками или студентами, 18 — пенсионерами, 13 были неактивными по другим причинам.